# Малиновка (Белогорский район)
Мали́новка (до 1948 года Азама́т; укр. Малинівка, крымскотат. Azamat, Азамат) — село в Белогорском районе Республики Крым, входит в состав Васильевского сельского поселения (согласно административно-территориальному делению Украины — Васильевского сельского совета Автономной Республики Крым).

## Население
| 2001 | 2014 |
| ---- | ---- |
| 138  | ↘114 |

Всеукраинская перепись 2001 года показала следующее распределение по носителям языка
| Язык       | Процент |
| ---------- | ------- |
| русский    | 57.25   |
| украинский | 1.45    |
| другие     | 0.72    |

### Динамика численности
| - 1805 год — 89 чел. - 1864 год — 258 чел. - 1889 год — 741 чел. - 1892 год — 563 чел. - 1900 год — 332 чел. - 1915 год — 9/175 чел. | - 1926 год — 273 чел. - 1939 год — 356 чел. - 1989 год — 98 чел. - 2001 год — 138 чел. - 2009 год — 136 чел. - 2014 год — 114 чел. |

## Современное состояние
На 2017 год в Малиновке числится 2 улицы — Верхняя и Нижняя; на 2009 год, по данным сельсовета, село занимало площадь 47 гектаров на которой, в 45 дворах, проживало 136 человек. Малиновка связана автобусным сообщением с райцентром и соседними населёнными пунктами.

## География
Малиновка — село, расположенное на северо-востоке района, на южной окраине степной зоны Крыма, на правом берегу реки Кучук-Карасу, у места впадения безымянного ручья, высота центра села над уровнем моря — 178 м. Ближайшие сёла: Васильевка — на другом берегу реки (0,7 км) и Пролом — в 3 км выше по долине. Расстояние до райцентра — около 12 километров (по шоссе), до железнодорожных станций Симферополь и Нижнегорская примерно 60 километров. Транспортное сообщение осуществляется по региональной автодороге 35Н-097 от шосе Пролом — Заречье (по украинской классификации — С-0-10321).

## История
Первое документальное упоминание села встречается в Камеральном Описании Крыма… 1784 года, судя по которому, в последний период Крымского ханства Азамат входил в Ширинский кадылык Кефинского каймаканства.После присоединения Крыма к России (8) 19 апреля 1783 года, (8) 19 февраля 1784 года, именным указом Екатерины II сенату, на территории бывшего Крымского Ханства была образована Таврическая область и деревня была приписана к Левкопольскому, а после ликвидации в 1787 году Левкопольского — к Феодосийскому уезду Таврической области. В 1783 году окрестные селения с 7349 десятинами земли были пожалованы в имение генерал-аншефу Михаилу Каховскому. Имение получило название «Азамат» по селению, в котором находилась главная усадьба. Пётр Паллас, в своём труде «Наблюдения, сделанные во время путешествия по южным наместничествам Русского государства», так описал имение
прекрасное поместье графа Каховского в расстоянии приблизительно четырнадцати верст от Карасубазара,
называющееся Азамат, заключающее более десяти тысяч десятин лучшей пахотной и пастбищной земли, к которому также принадлежат две татарские деревни, одна русская и одна ногайская, называемая Мелек, имеющая пятьсот человек населения

Бывшее имение в 1980 г., сельская больница
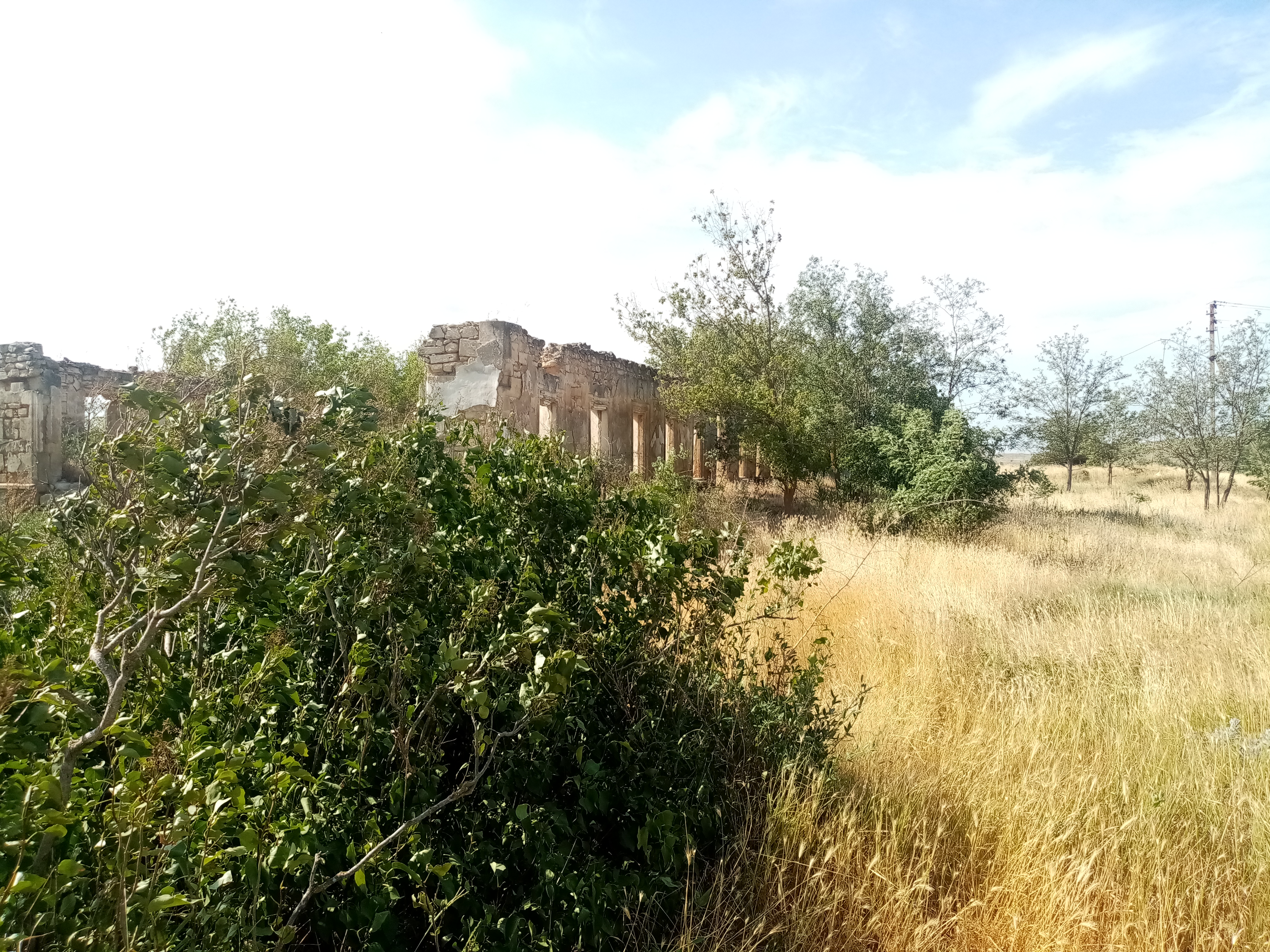
Бывшее имение в 2024 г.

После Павловских реформ, с 1796 по 1802 год, входила в Акмечетский уезд Новороссийской губернии. По новому административному делению, после создания 8 (20) октября 1802 года Таврической губернии, Азамат был включён в состав Урускоджинской волости Феодосийского уезда.
По Ведомости о числе селений, названиях оных, в них дворов… состоящих в Феодосийском уезде от 14 октября 1805 года, в деревне Азамат числилось 14 дворов и 89 жителей, исключительно крымских татар. На военно-топографической карте генерал-майора Мухина 1817 года деревня Азамат обозначена с 2 дворами. После реформы волостного деления 1829 года Азамат, согласно «Ведомости о казённых волостях Таврической губернии 1829 года», отнесли к Борюсской (варианты: Бёрюсская, Бурюкская) волости (переименованной из Урускоджинской). На карте 1836 года обозначены деревни Азамат с 23 дворами и Азамат (русский) с 48 дворами, как и на карте 1842 года. В 1860 году наследники Каховского продали имение помещику Ивану Дульветову, устроившему у селения каменоломню, производившую в 1880 году 300 штук каменных плит.
В 1860-х годах, после земской реформы Александра II, деревню приписали к Шейх-Монакской волости. В «Списке населённых мест Таврической губернии по сведениям 1864 года», составленном по результатам VIII ревизии 1864 года, Азамат — владельческая русско-татарская деревня с 30 дворами, 258 жителями и винокуренным заводом при речке Малой Кара-Су. Имеется пометка, что состоит из 2-х частей (на трехверстовой карте Шуберта 1865—1876 года в деревне Азамат Русский обозначено 18 дворов, в Азамате Татарском — 23). В «Памятной книге Таврической губернии 1889 года» по результатам Х ревизии 1887 года записаны Азамат вместе с Васильевкой, в двух деревнях — 122 двора и 741 житель. На верстовой карте 1890 года в деревне обозначено 88 дворов с русско-татарско-армянско-греческим населением. По «…Памятной книжке Таврической губернии на 1892 год» в деревне Азамат, она же Васильевка, входившей в Васильевское сельское общество, числилось 563 жителя в 78 домохозяйствах, а в безземельной деревне Азамат, не входившей ни в одно сельское общество, было 26 жителей, у которых домохозяйств не числилось.
После земской реформы 1890 года, которая в Феодосийском уезде прошла после 1892 года, Азамат отнесли к Андреевской волости того же уезда. По «…Памятной книжке Таврической губернии на 1900 год» в деревне Азамат, входившей в Васильевское сельское общество, числилось 332 жителя в 54 дворах. По Статистическому справочнику Таврической губернии. Ч.II-я. Статистический очерк, выпуск пятый Феодосийский уезд, 1915 год, в селе Азамат (оно же Васильевка) Андреевской волости Феодосийского уезда числилось 33 двора (все дворы безземельные) с татарским населением в количестве 9 человек приписных жителей и 175 — «посторонних», из которых 95 мужчин и 87 женщин. Жители землёй не владели, в хозяйствах имелось 60 лошадей, 89 волов и 50 коров.
После установления в Крыму Советской власти, по постановлению Крымревкома от 8 января 1921 года была упразднена волостная система и село вошло в состав вновь созданного Карасубазарского района Симферопольского уезда, а в 1922 году уезды получили название округов. 11 октября 1923 года, согласно постановлению ВЦИК, в административное деление Крымской АССР были внесены изменения, в результате которых округа ликвидировались, Карасубазарский район стал самостоятельной административной единицей и село включили в его состав. Согласно Списку населённых пунктов Крымской АССР по Всесоюзной переписи 17 декабря 1926 года, в селе Азамат (вакуф), Васильевского сельсовета (в котором село состоит всю дальнейшую историю) Карасубазарского района, числилось 63 двора, из них 54 крестьянских, население составляло 273 человека, из них 163 татарина, 84 русских, 11 греков, 10 евреев, 3 армянина и 2 украинца. В 1929 году в сёлах Васильевка, Малиновка и Пролом образован колхоз «Гигант», из которого через год выделен колхоз «Северная звезда». По данным всесоюзной переписи населения 1939 года в селе проживало 356 человек.
В 1944 году, после освобождения Крыма от фашистов, согласно Постановлению ГКО № 5859 от 11 мая 1944 года, 18 мая крымские татары были депортированы в Среднюю Азию. 12 августа 1944 года было принято постановление № ГОКО-6372с «О переселении колхозников в районы Крыма», в исполнение которого в район завезли переселенцев: 6000 человек из Тамбовской и 2100 — Курской областей, а в начале 1950-х годов последовала вторая волна переселенцев из различных областей Украины. С 25 июня 1946 года Азамат в составе Крымской области РСФСР. Указом Президиума Верховного Совета РСФСР, от 18 мая 1948 года, Азамат был переименован в Малиновку. 26 апреля 1954 года Крымская область была передана из состава РСФСР в состав УССР. По данным переписи 1989 года в селе проживало 98 человек. С 12 февраля 1991 года село в восстановленной Крымской АССР, 26 февраля 1992 года переименованной в Автономную Республику Крым. С 21 марта 2014 года в составе Крыма аннексирована Россией.